# Bernard Mélois
Pour les articles homonymes, voir Mélois.
Bernard Mélois, né le 9 février 1939 à Malestroit (Morbihan) et mort le 27 juin 2023 à La Ferté-Milon, est un sculpteur français.

## Biographie
Bernard Mélois naît le 9 février 1939 à Malestroit.
Il étudie à l'école des beaux-arts de Nancy et fréquente les ateliers de sculpture, de gravure et d'Art mural. En 1968, il remporte le Prix de la Fondation de la Vocation. La même année, des recherches sur la polychromie l'amènent à utiliser pour ses sculptures les tôles émaillées de récupération (casseroles, brocs, etc.) . C'est pour lui la révélation de la couleur à "l'état naturel". Il crée ainsi 365 sculptures en tôle émaillée, une trentaine de bronzes, des dessins, des lithographies et des collages. 
Il est le père de l'artiste plasticienne et écrivaine Clémentine Mélois et de la marionnettiste Barbara Mélois.
Sa fille Clémentine lui a rendu hommage dans le roman Alors c'est bien paru aux éditions l'Arbalète (maison d'édition) Gallimard (2024).

## Expositions
- 1970, Paris, galerie Maurice Rheims
- 1976, Paris, galerie La Demeure
- 1980, Paris, galerie Lavignes-Bastille[3].
- 1986, Paris, Espace Cardin
- 1987, Cologne, Orangerie[3].
- 1989, Wolsburg, Kulturcentrum
- 1993, Angers, rétrospective au palais des congrès[3].
- 1996, Mlle, "Un Mélois peut en cacher un autre"
- 1996, Paris, Galerie Capazza, Nançay
- 1996, Paris, Galerie Lavignes Bastille
- 1998, Belle-Ile-en-Mer, rétrospective à la citadelle Vauban[3].
- 1999, Soissons, Arsenal
- 2003, Paris, galerie Lavignes-Bastille[3].
- 2003, Moulin de Lambouray
- 2006, Château-Thierry, Musée Jean de la Fontaine
- 2008, Avallon, "Hommages et Dommages"
- 2009, Reims, Galerie Marie-José Degrelle
- 2011, Paris, galerie Messine[3].
- 2012, Chartres[5], Sculptures d'humeur et d'humour
- 2017, Paris, galerie Dominique Verbeke